# ハメ
ハメ、もしくはハメ州 (ハメしゅう、フィンランド語: Häme、スウェーデン語: Tavastland、英語: Tavastia、ロシア語ラテン文字転写:Yam又はYemi)は、フィンランドの伝統州。また、英名のTavastiaから、タヴァスティア、タヴァスティア州とも呼ばれる。フィンランド南部の中央に位置する内陸の伝統州である。南西から時計回りに、南西スオミ、サタクンタ、ポフヤンマー、サヴォ、カルヤラ、ウーシマーの各伝統州と接している。現在、ハメだった地域は、主に中央スオミ県、パイヤト＝ハメ県、カンタ＝ハメ県、キュメンラークソ県の県域となっている。またこの他に、ピルカンマー県の南部、南西スオミ県の東部、南サヴォ県の南西部、北サヴォ県の西部の一部地域がハメの地域を県域としている。

## 行政
ハメの地域は、1997年10月からは新設された西スオミ州と南スオミ州に分割され、北部と南部でそれぞれ別州に所属していた。その後、2010年1月1日にフィンランド全州が廃止され、ハメの地域は主に、中央スオミ県、パイヤト＝ハメ県、カンタ＝ハメ県、キュメンラークソ県の県域となっている。

## 歴史
ハメの地域が歴史に登場するのは、ハメの地域がスウェーデンの領土となった時、第2回スウェーデン十字軍の終わりである1239年もしくは1249年まで遡る。その後、1260年からビルエル・ヤールによってハメ城の建設が始まる。この城は、3つの「城の国」(castle counties)の一つの中心地となった。他の2つの城は、南西スオミのトゥルク城、カルヤラのヴィープリ城 (英語版)である。1323年に結ばれたノーテボリ条約の後、ハメ城は東側の防御能力を失ってしまったが、その後も行政の中心地となった。1809年にフィンランドがスウェーデンからロシア帝国に割譲された。この時、ハメもロシア帝国に割譲された。今日では、ハメは行政上の機能は失っているが、現在でもスウェーデンとフィンランド両方の遺跡が残っている。
ハメの地には石器時代から人間が住んでいた。ハメの北部地域は荒野で主にサーミ人の狩猟採集民が住んでおり、また加えてフィン人の猟師もいた。中世の終わり頃の間のみ、ハメの北部に農業が徐々に導入された。19世紀になると、林業の成長が始まり、この地域に富をもたらすようになった。また、ネシ湖とVanajavesiとを繋ぐ水路が造成され、木材の供給が容易になった。そして、この地域、特にMänttäとValkeakoskiは昔から現在まで製紙業の中心地として有名である。しかしながら、ハメの製造業の中心地はタンペレである。これは、タンペレの地に19世紀初めに大きな織物工場と金属工場が建設されたためである。

## 地理
ハメの西部地域は、Kokemäenjoki流域に沿って、その両側に広がっている。東部地域、つまり、パイヤト＝ハメ県と中央スオミ県の県域に当たる地域は、パイエンネ湖南部の周辺に広がる地域である。ハメの南側の境は、en:Salpausselkäの尾根に大体沿っている。ハメの南部は、田畑と森林とが混在する平野から成る。それから北部に向かって、徐々に標高が高くなり、丘陵地域となる。それに合わせて、農地の割合が減少し、森林と荒地がますます優勢となる。ハメの北部の境界は、大体中央スオミ県にある。この北部の境界は、古い県の制度が新しい州の制度に変更された時、定まった。それまでの古い領域の境界は不確かであった。これは、ピルカンマー県の県域にある北西部の境界にも同じことが言える。
元来からの人々の定住のパターンから、人々の居住地域は水路、特に大きな湖の周辺の平野に位置している。湖は航行可能であるが、キュミ川やKokemäenjokiの急流は海への航行を制限した。同様に、3つの別々の航行可能な地域からの湖、ネシ湖は、タンペレの100km北まで航行することができる。また、Pyhäjärvi、VanajavesiとRoineは19世紀に運河によって繋げられた。一方、パイエンネ湖は、ラハティとパイヤト＝ハメ県から、中央スオミ県とユヴァスキュラまでを接続している。